# Jenny Downham
Jenny Downham (Londres, 1964) es una novelista británica, y fue actriz.
Estudió arte dramático. Actualmente, Jenny Downham reside en su ciudad natal junto a sus dos hijos.
Ha publicado un libro - "Antes de morirme" ("Before I Die") - que cuenta las experiencias de una chica de 16 años, enferma de leucemia, durante sus últimos meses de vida. El libro está narrado en primera persona.

## Galardones
El libro fue aclamado y Jenny fue seleccionada como finalista para el Premio Guardián 2007 y en 2008 por el Lancashire Children's Book. En el 2008 estuvo nominada para la medalla Carnegie y para el Booktrust Teenage Prize. Jenny fue galardonada con los premios Branford Boase 2008 y Waterstone.

## Obra
El libro narra la historia de Tessa una adolescente de 16 años que padece leucemia desde que tenía 12 años. Tessa crea una lista de cosas que quiere completar antes de su muerte, incluyendo el sexo, las drogas y la delincuencia. El libro también sigue los altibajos de la relación de los padres de Tessa y nos cuenta desde un punto de vista interno como transcurre el embarazo de su mejor amiga Zoey. Además, podremos observar los cambios de humor de Tessa y algunos de los momentos más duros de su vida.

## Como actriz
| Año  | Tipo  | Nombre                   | Personaje            |
| ---- | ----- | ------------------------ | -------------------- |
| 1999 | Corto | Safer                    |                      |
| 1998 | Cine  | Basil                    | Anna, mujer de Ralph |
| 1992 | TV    | Agatha Christie's Poirot | Anne Giselle         |
| 1989 | TV    | Screen One               | Jane Whitehouse      |